# Five Minutes of Heaven
Five Minutes of Heaven (br.: Rastros de Justiça, pt.: Cinco Minutos de Paz) é um filme britânico/irlandês feito para televisão lançado em 2009, dirigido por Oliver Hirschbiegel a partir do roteiro de Guy Hibbert. A primeira parte, reconstitui o assassinato histórico do jovem Jim Griffin por Alistair Little, em 1975, e a segunda parte mostra um fictício encontro entre Little e o irmão de Jim, Joe, 33 anos mais tarde.
O filme ganhou dois prêmios no Festival Sundance de Cinema de 2009. Foi transmitido pela BBC Two em 5 de abril de 2009.

## Sinopse
Norte da Irlanda. Alistair Little, membro de um grupo paramilitar protestante, mata o católico Jim Griffin. Duas semanas depois, Alistair e mais três envolvidos no tiroteio são presos e condenados. O crime foi testemunhado pelo irmão de Jim, Joe Griffin. 30 anos mais tarde, após cumprir sentença, Alistair é solto e um pretexto de reconciliação com Joe surge. O que ele não sabe é que Joe tem outras intenções.

## Elenco
(Em ordem de apresentação)
- Alistair jovem - Mark Davison
- Andy - Diarmund Noyes
- Mãe de Alistair - Niamh Cusack
- Stuart - Matthew McElhinney
- Dave - Conor MacNeill
- Pai de Alistair - Paul Garret
- Joe jovem - Kevin O' Neill
- Jim - Gerard Jordan
- Mãe de Joe - Paula McFetridge

2ª Parte
- Joe - James Nesbitt
- Motorista de Joe - Barry McEvoy
- Alistair - Liam Neeson
- Motorista de Alistair - Richard Orr

## Prêmios
| Ano  | Prêmio                                    | Categoria                        | Indicação                                                          | Resultado |
| ---- | ----------------------------------------- | -------------------------------- | ------------------------------------------------------------------ | --------- |
| 2009 | Sundance Film Festival                    | World Cinema, Directed: Dramatic | Oliver Hirschbiegel                                                | Venceu    |
| 2009 | Sundance Film Festival                    | World Cinema, Screenwriting      | Guy Hibbert                                                        | Venceu    |
| 2009 | Sundance Film Festival                    | Grand Jury Prize                 | Oliver Hirschbiegel                                                | Indicado  |
| 2010 | Irish Film and Television Academy Awards  | Single Drama/Drama Serial        | Eoin O'Callaghan                                                   | Venceu    |
| 2010 | Irish Film and Television Academy Awards  | Actor in a Lead Role: Television | Liam Neeson                                                        | Indicado  |
| 2010 | Irish Film and Television Academy Awards  | Director of Photography          | Ruairí O'Brien                                                     | Indicado  |
| 2010 | Royal Television Society Programme Awards | Best Single Drama                | Five Minutes of Heaven                                             | Venceu    |
| 2010 | Royal Television Society Programme Awards | Best Writer (Drama)              | Guy Hibbert                                                        | Indicado  |
| 2010 | Broadcasting Press Guild Awards           | Best Single Drama                | Five Minutes of Heaven                                             | Indicado  |
| 2010 | Broadcasting Press Guild Awards           | Best Actor                       | James Nesbitt                                                      | Indicado  |
| 2010 | British Academy Television Craft Awards   | Writer                           | Guy Hibbert                                                        | Venceu    |
| 2010 | British Academy Television Awards         | Best Single Drama                | Guy Hibbert, Oliver Hirschbiegel, Eoin O'Callaghan, Stephen Wright | Indicado  |